# Harry Nelson Pillsbury
Harry Nelson Pillsbury (* 5. Dezember 1872 in Somerville, Massachusetts; † 17. Juni 1906 in Philadelphia) war ein US-amerikanischer Schachspieler.

## Leben
Pillsbury erlernte erst im Alter von sechzehn Jahren das Schachspiel; er machte dann aber rasche Fortschritte und trat dem Bostoner Deschapelles Chess Club bei. Zwei Jahre später war er bereits der stärkste Spieler seiner Stadt. Anstatt wie vorgesehen in Boston einen kaufmännischen Beruf zu erlernen, widmete er sich dort überwiegend dem Schachspiel. 1893 nahm er an ersten Schachturnieren in der Region teil. So traf er in diesem Jahr bei einem Turnier in New York erstmals auf Emanuel Lasker, dem er nach hartem Kampf unterlag. Bei zwei weiteren Turnieren des City Chess Club in New York im folgenden Jahr konnte er eines vor Jackson Whipps Showalter gewinnen. Eine Zeit lang arbeitete er als verborgener Spieler in Ajeeb, der amerikanischen Version des europäischen Schachtürken.

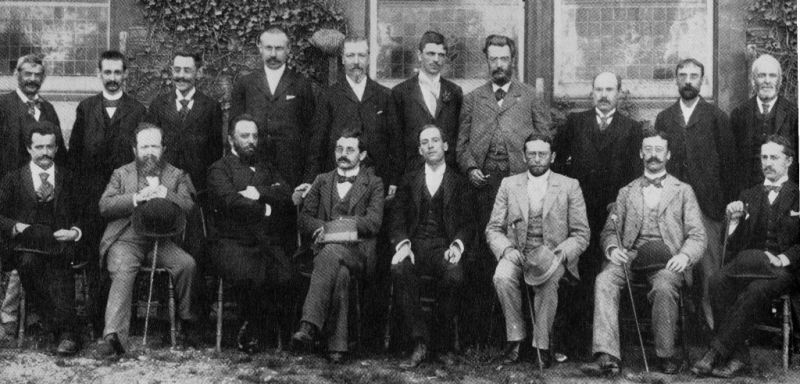
Teilnehmer des Schachturniers zu Hastings 1895.
Stehend (von links): Albin, Schlechter, Janowski, Marco, Blackburne, Maróczy, Schiffers, Gunsberg, Burn, Tinsley.
Sitzend (von links): Vergani, Steinitz, Tschigorin, Em. Lasker, Pillsbury, Tarrasch, Mieses, Teichmann.

Sein größter Erfolg war der mit einem Preisgeld von 1000 US-Dollar verbundene Sieg im internationalen Turnier von Hastings 1895, das er vor Weltmeister Emanuel Lasker und der gesamten damaligen Weltelite gewinnen konnte. Die Teilnahme an diesem Wettkampf hatte ihm der Brooklyn Chess Club ermöglicht, der dazu Spenden eingesammelt hatte.
1896 lag er zeitweise in Führung beim Meisterturnier in Sankt Petersburg, dessen Gewinn wohl ein Match mit Lasker um den Weltmeistertitel bedeutet hätte. Doch seine berühmt gewordene Niederlage gegen Lasker dort warf ihn psychisch aus der Bahn: Er verlor ab dann fünf der letzten acht Partien und wurde nur Dritter, womit keine Aussicht mehr auf eine Herausforderung des Weltmeisters bestand. Gerüchten zufolge hatte er erst am Vorabend die Diagnose seiner schweren Erkrankung erhalten, an der er später sterben sollte. Im gleichen Jahr nahm er an einem internationalen Turnier in Nürnberg teil, wo er sich mit Siegbert Tarrasch den dritten Platz teilte. Ebenfalls Dritter wurde er in einem darauf folgenden Turnier in Budapest. Danach kehrte er nach Amerika zurück und wurde hier jeweils nach einem Match mit Showalter Landesmeister.
1898 erzielte er im Kaiser-Jubiläums-Turnier in Wien dieselbe Punktzahl wie Siegbert Tarrasch, unterlag jedoch im Stichkampf um den ersten Preis. Im Folgejahr belegte er bei einem Turnier in London gemeinsam mit David Janowski den zweiten Platz hinter Lasker und musste sich in Paris gleichfalls nur hinter diesem einsortieren. Im Jahr 1900 belegte er in München punktgleich mit Carl Schlechter und Géza Maróczy Platz 1. Nachdem Maróczy vom Stechen um den ersten Preis aus gesundheitlichen Gründen zurückgetreten war, ergab Pillsburys Auseinandersetzung mit Schlechter ein Unentschieden. Zweiter wurde Pillsbury beim Meisterturnier des Deutschen Schachbundes (13. DSB-Kongress) 1902 in Hannover, das Janowski gewann. Bei den Internationalen Turnieren von Monaco in den Jahren 1902 und 1903 wurde er jeweils Zweiter. Seinen letzten Auftritt in der internationalen Weltklasse hatte er beim Turnier von Cambridge Springs im Jahr 1904. Zwar konnte er hier nochmals Weltmeister Lasker bezwingen, landete aber am Ende auf keinem der vorderen Ränge. Bis auf eine erfolgreiche Partie gegen Frank Marshall in einem Mannschaftswettkampf für den Franklin Chess Club spielte er bis zu seinem Lebensende kein Turnierschach mehr.
Furore machten auch seine Vorstellungen im Blindsimultanspiel, bei denen er mehr als 20 Partien gleichzeitig spielte, parallel dazu an Whist-Runden teilnahm sowie unter wissenschaftlicher Aufsicht lange Listen sinnloser Silben memorierte. Diese geistigen Anstrengungen wurden von vielen Zeitgenossen als Ursache für seinen frühen Tod mit nur 33 Jahren angesehen. Tatsächlich starb Pillsbury aber an der Syphilis.
Seine beste historische Elo-Zahl betrug 2816. Diese erreichte er im Juli 1901. Er war von Januar 1903 bis April 1904 der weltbeste Spieler.
In der Hauptvariante der Orthodoxen Verteidigung führt 7. … b7–b6 nach 8. c4xd5! e6xd5 durch den Aufbau Se5, Ld3, f4, 0–0 zum Pillsbury-Angriff.

## Partien
- Pillsbury – Lasker, Sankt Petersburg 1896